# Francesca D'Aloja
Francesca d'Aloja (Roma, 21 aprile 1963) è un'attrice, scrittrice e regista italiana.

## Biografia
Ha lavorato molto a teatro, anche al fianco di Vittorio Gassman, dopo varie esperienze teatrali si dedica al cinema lavorando con registi come Carlo Verdone, Ferzan Özpetek, Ettore Scola, Ricky Tognazzi, Claudio Caligari e Marco Risi; quest'ultimo nel 1993 diventa suo marito (in precedenza aveva avuto una relazione sentimentale con Alessandro Gassmann).
Ha lavorato come regista e autrice in quattro documentari, e nel 2006 ha pubblicato il suo primo romanzo, dal titolo Il sogno cattivo.

## Filmografia

### Attrice

#### Cinema

Francesca D'Aloja ne L'ultimo capodanno (1998)

- Amarsi un po'..., regia di Carlo Vanzina (1984)
- La vera storia della rivoluzione francese (Liberté, égalité, choucroute), regia di Jean Yanne (1985)
- Apartment Zero, regia di Martin Donovan (1988)
- Michelangelo (1989)
- Stasera a casa di Alice, regia di Carlo Verdone (1990)
- Quando eravamo repressi, regia di Pino Quartullo (1991)
- In camera mia, regia di Luciano Martino (1991)
- Per quel viaggio in Sicilia, regia di Egidio Termine (1991)
- Agosto, regia di Massimo Spano (1992)
- Infelici e contenti, regia di Neri Parenti (1992)
- Bonus Malus, regia di Vito Zagarrio (1992)
- La scorta, regia di Ricky Tognazzi (1993)
- Il bagno turco, regia di Ferzan Özpetek (1996)
- L'ultimo capodanno, regia di Marco Risi (1998)
- L'odore della notte, regia di Claudio Caligari (1998)
- La cena, regia di Ettore Scola (1998)
- Scarlet Diva, regia di Asia Argento (1999)
- Bell'amico, regia di Luca D'Ascanio (2000)
- Tre mogli, regia di Marco Risi (2001)
- Poco più di un anno fa, regia Marco Filiberti (2003)
- All'amore assente, regia di Andrea Adriatico (2007)
- L'ultima ruota del carro, regia di Giovanni Veronesi (2013)

#### Televisione
- Il bello delle donne – serie TV, 5 episodi (2002)

### Regista e autrice
- Piccoli ergastoli, scritto e diretto con Pablo Echaurren e Valerio Fioravanti (1997)
- Sol y sombra, tori e toreri, soggettista, co-sceneggiatrice e regista (1999)
- Break on through , regia e produzione – tributo a Jim Morrison (2001)
- 100 Ragazzi , co-regia con Marco Risi – documentario (2004)

## Opere letterarie
- Il sogno cattivo, Arnoldo Mondadori Editore, 2006.
- Anima viva, Arnoldo Mondadori Editore, 2015.
- Cuore, sopporta, Arnoldo Mondadori Editore, 2018.
- Edoardo Albinati e Francesca d'Aloja, Otto giorni in Niger, Baldini&Castoldi, 2018.
- Corpi speciali - Milano, La nave di Teseo, 2020.
- Vite in sospeso di Edoardo Albinati e Francesca d'Aloja - Baldini & Castoldi, 2022

Antologie
- I Racconti di Sabaudia - Baldini & Castoldi, 2003
- E lieve sia la terra: 24 scrittori per i morti del terremoto in Abruzzo di AA. VV., L'Aquila, Textus, 2011 ISBN 978-88-87132-68-7.